# Herniaria permixta
Herniaria permixta là loài thực vật có hoa thuộc họ Cẩm chướng. Loài này được Jan ex Guss. mô tả khoa học đầu tiên năm 1843.